# تمارا تاكسمان
تمارا دي براغا تاكسمان (من مواليد 24 شُبَاط/فبراير 1947) هي ممثلة برازيلية أمريكية ومقدمة برامج تلفزيونية وكاتبة. اشتهرت تمارا تاكسمان بفضلِ دورها في مسلسل غابةُ الحجَر (بالبرتغالية: Selva de Pedra‏) الذي غادرتهُ قبل أن ينتهي بعدما تتوفى شخصيتها في السلسلة في حادث سيارة غامض؛ كما لعبت في وقتٍ لاحقٍ دور دولوريس إسترادا في مسلسل تاريخ آنا رايو وزي تروفاو (بالبرتغالية: A História de Ana Raio e Zé Trovão‏).

## السيرة الذاتيّة
وُلدت تمارا تاكسمان في وودستوك بنيويورك في الولايات المتحدة، لكنَّ والدها من جزيرة روك في حين تعودُ أصول والدتها من لفارجينها بولاية ميناس جيرايس. غادرت تاكسمان الولايات المتحدة نحوَ البرازيل رفقة أسرتها الصغيرة حينما كان عمرها ثلاثة أشهر.

## قائمة أعمالها

### الأفلام
| السنة | العنوان                | العنوان الأصلي               | الدور         |
| ----- | ---------------------- | ---------------------------- | ------------- |
| 1977  | سينما اللصوص           | Ladrões de Cinema            |               |
| 1978  | معركة غوارارابيس       | A Batalha dos Guararapes     |               |
| 1978  | عروسُ المدينة           | Noiva da Cidade              |               |
| 1980  | ملهى مينيرو            | Cabaret Mineiro              | ساليناس       |
| 1982  | مُغامرات بارايبا ديبورا | Aventuras de umParaíba Débor | ديبورا        |
| 1982  | لوز ديل فويغو          | Luz del Fuego                | إرا ساتا      |
| 1982  | الأبطال                | Os Campeões                  |               |
| 1983  | زهرةُ الرغبة            | Flor do Desejo               |               |
| 1983  | إغواءٌ رائعٌ             | Um Sedutor Fora de Série     |               |
| 1985  | ساعةُ النجوم            | A Hora da Estrela            | جلوريا        |
| 1987  | الخادمة الرومنسيّة      | Romance da Empregada         | الخادمة فوستا |
| 1998  | تقديرٌ مضمونٌ            | Discretion Assured           | باندورا       |
| 2014  | الذئبُ وراء الباب       | O Lobo Atrás da Porta        |               |
| 2015  | ماريسيا                | Maresia                      | دور ثانوي     |

### المسرح
| العنوان العربي          | العنوان الأصلي           |
| ----------------------- | ------------------------ |
| أليس في البلد الإلهي    | Alice no País Divino     |
| الرائع                  | Maravilhoso              |
| ساحةٌ ضدّ الزومبي         | Arena Contra Zumbi       |
| جوليا الجميلة           | Adorável Júlia           |
| الفندق الكبير           | Grande Hotel             |
| اليابانية التي لا تنتظر | Os Japoneses Não Esperam |
| مناشف دافئة             | Toalhas Quentes          |
| علامةُ الحياة            | Sinal de Vida            |